# Одноповерхова Америка
Одноповерхова Америка (рос. Одноэтажная Америка) — книга, яку написали Ілля Ільф і Євген Петров; видана 1937 р. в СРСР. Майже одночасно з'явився англійський переклад (перекладач Чарлз Маламут — англ. Charles Malamuth) під назвою «Мала золота Америка» («англ. Little Golden America»)

## Історія створення і вміст
У 1935 році Ільф і Петров, працюючи кореспондентами газети «Правда», вирушили до США, де провели понад три місяці, двічі перетнувши країну від Атлантичного океану до Тихого. Подорожуючи на щойно купленому «Форді» разом із подружжям Адамс, вони відвідали нью-йоркські хмарочоси, розкішні маєтки магнатів і промисловців, оселі творчих діячів, будинки звичайних американців, а також вігвами корінних мешканців – індіанців. Враження від цієї поїздки стали основою їхніх дорожніх нотаток «Одноповерхова Америка», які вони написали напрочуд швидко – влітку 1936 року.

## Перевидання
- Илья Ильф, Евгений Петров. Одноэтажная Америка. Баку: Азернешр, 1991, 360 стр, (рос.) ISBN 5-552-00963-0
- Илья Ильф, Евгений Петров. Одноэтажная Америка. Письма из Америки. — М., «Текст», 2004 р., −511 с. (рос.) ISBN 5-7516-0476-8